# Lyda Monteiro da Silva
Lyda Monteiro da Silva (Niterói, 5 de dezembro de 1920 — Rio de Janeiro, 27 de agosto de 1980) foi uma vítima do Centro de Informações do Exército, no período da  Ditadura militar no Brasil, morta em um atentado à bomba na sede da Ordem dos Advogados do Brasil no Rio de Janeiro. Os agentes envolvidos também participaram do atentado do Riocentro, durante as comemorações do Dia do Trabalho no ano seguinte.

## Atentado
Lyda era a mais antiga funcionária da OAB, secretária do presidente do Conselho Federal da Ordem dos Advogados do Brasil quando, aos 59 anos de idade, abrindo a correspondência, fez explodir uma carta-bomba no início da tarde da quarta-feira, dia 27 de agosto de 1980. O artefato lhe decepou o braço, além de outras mutilações, e provocou a morte tão logo foi hospitalizada.
Além do atentado à Ordem, outras ações ocorreram na Câmara Municipal do Rio de Janeiro e na sede do jornal ligado ao Partido Comunista do Brasil, Tribuna da Luta Operária, o primeiro com seis feridos e o segundo, um artefato de pouca potência estourado na madrugada, provocou estragos materiais. Uma outra carta-bomba havia sido enviada à ABI, mas foi desativada por seu presidente, Barbosa Lima Sobrinho, haver sido avisado por telefonema anônimo.
Em seu editorial do dia seguinte aos crimes o jornal Folha da Manhã declarou que, embora ninguém houvesse assumido a autoria dos atentados terroristas, estes certamente vieram de setores que tinham interesse em interromper o processo de Abertura do país rumo à democracia, então levada a termo pelo governo do general João Figueiredo.
Funcionária da Ordem dos Advogados do Brasil, onde ingressou em 1936, aos 16 anos de idade, ocupou também o cargo de Diretora do Conselho Federal da OAB, no Rio de Janeiro e em 1980 era secretária do então presidente da OAB no Rio de Janeiro, Eduardo Seabra Fagundes, quando foi vítima de um atentado à bomba na sede da Ordem dos Advogados do Brasil no Rio de Janeiro.
Na ocasião, a OAB era presidida por Eduardo Seabra Fagundes, tendo como vice Sepúlveda Pertence que declarou ter sido aquele "foi um dos dias mais chocantes da minha vida". Pertence era o presidente em exercício da entidade classista e chegou ao prédio momentos após o atentado. Segundo seu relato, feito 24 anos depois, "Desde aquele dia se pode dizer que cresceu a autoridade da OAB para a luta pela retomada do processo democrático".
Em 27 de agosto de 1980, Lyda faleceu vítima de atentado terrorista organizado por grupos extremistas de direita do Brasil, que executaram a chamada Operação Cristal, no governo do general João Figueiredo.

## Atuação dos advogados
Na época, o Brasil encontrava-se no chamado "Estado de Exceção" 
e os advogados cerravam fileiras na luta pelas liberdades democráticas. O atentado indignou a Sociedade brasileira que viu o ato como um ato terrorista naqueles anos de autoritarismo. O dia da morte de Lyda Monteiro tornou-se o Dia Nacional de Luto dos Advogados.

## Evidências
A carta bomba endereçada ao então presidente da OAB no Rio de Janeiro, Eduardo Seabra Fagundes, de quem Lyda era secretária, explodiu às 14:00 horas do dia 27 de agosto de 1980, nas mãos de Lyda Monteiro. Ela veio a falecer no caminho para o Hospital Souza Aguiar, no Rio de Janeiro.
Sua morte foi dada como resultado de "ato de sabotagem ou terrorismo". O registro de ocorrência 3ª Delegacia de Polícia tem o número 0853. Na explosão que resultou em sua morte saiu ferido outro funcionário, José Ramiro dos Santos. O óbito de n° 313 foi assinado pelo Dr. Hygino C. Hércules, do Instituto Médico Legal, tendo como declarante Joaquim Alves da Costa.
Lyda foi enterrada no dia seguinte no Cemitério de São João Batista (RJ) com grande participação dos movimentos sociais. O acontecimento teve cobertura da Imprensa Nacional e Internacional, com mais de 6 mil pessoas presentes ali, em um evento que se tornou palco de manifestação política.

## Operação Cristal
No dia 27 de agosto de 1980, ocorreu o episódio emblemático do período ditatorial da explosão da bomba na sede da OAB no Rio de Janeiro. Até hoje, não se sabe com clareza quem foi o responsável por deixar a carta-bomba na sede. Grupos de direita contrários à redemocratização foram acusados, mas nada se concluiu. Ronald James Waters, o único indiciado, foi absolvido devido a falta de provas. 
Chegou à sede da OAB, no centro do Rio de Janeiro, a carta - que causou a morte de Lyda - ao então presidente do órgão, Eduardo Seabra Fagundes. Os restos da mesa, onde a carta foi aberta, estão no Museu Histórico da OAB, em Brasília. 
No mesmo dia 27, mais duas cartas-bomba foram entregues, no Rio de Janeiro: 
- Uma no Gabinete do vereador Antônio Carlos de Carvalho (PMDB);
- Outra na sede do jornal Tribuna da Imprensa.

Na época, durante o governo do general João Figueiredo, os inquéritos foram abertos e nada foi apurado.
No início dos anos 2000, após o depoimento da funcionária aposentada da OAB Dilza Fulgêncio, a Polícia Federal concluiu o retrato-falado do homem que deixou o explosivo no local.

## Reação da OAB
Em Nota Pública, divulgada em 27 de Agosto de 2007, o presidente da OAB SP, Luiz Flávio Borges D´Urso apontou que o atentado que vitimou Lyda Monteiro em 1980, continua encoberto pelo manto da impunidade e simboliza o Dia Nacional de Luto dos Advogados.
Luiz Flávio Borges D´Urso acrescentou: "Ainda é preocupante que o atentado não tenha sido solucionado e os culpados punidos. A morte de Lyda Monteiro da Silva continua encoberta pelo manto da impunidade, que acoberta tantos outros casos de violência  e pode, infelizmente, levar a população a desacreditar nas instituições."
Sepúlveda Pertence, então ministro do Supremo Tribunal Federal, quem ocupava interinamente a presidência da Ordem no dia do atentado, disse, após 25 anos do episódio: 
“A sociedade civil tomou mais conhecimento, pôde se mobilizar mais e ver que os atentados não eram direcionados só aos que tinham optado pela resistência armada à ditadura, mas até a entidades, como a OAB. Ninguém mais tinha segurança.” 